# فیات ۵۰۳
فیات ۵۰۳ (Fiat 503) خودرویی است که در سال‌های ۱۹۲۶ تا ۱۹۲۷ تولید شده‌است.
طراحی آن خودروهای موتور جلو-محور عقب بوده وزن آن در حالت طبیعی ۱٬۱۰۰ کیلوگرم (۲٬۴۲۵ پوند)  است.
موتور آن ۱۴۶۰ سی‌سی سیستم جعبه‌دندهٔ آن ۴ دنده به صورت دستی است.